# Henri Rollin (homme politique)
Pour les articles homonymes, voir Rollin et Henri Rollin.
Victor Henri Ernest Rollin, né le 25 février 1880 à Caudiès-de-Fenouillèdes (Pyrénées-Orientales) et mort le 24 décembre 1933 à Paris, est un homme politique français.

## Biographie
Économe de l'hôpital psychiatrique de la Haute-Marne, puis secrétaire de mairie de Saint-Dizier, il devient maire de Saint-Dizier, puis conseiller général du canton de Saint-Dizier-Centre en 1931. Il est élu député de la Haute-Marne en 1932 et siège sur les bancs radicaux.
En 1933, gravement blessé dans l'accident ferroviaire de Lagny-Pomponne, il meurt le lendemain à l’Hôpital Saint-Louis à Paris. Il est le père de René Rollin, député de la Haute-Marne.

## Sources
- « Henri Rollin (homme politique) », dans le Dictionnaire des parlementaires français (1889-1940), sous la direction de Jean Jolly, PUF, 1960 [détail de l’édition]